# Piazza Libertà (Udine)
La Piazza Libertà est le nom de la plus ancienne place de la ville d'Udine, en Frioul-Vénétie Julienne.
De style vénitien, elle est située au-dessous de la colline du château.

## Historique
La place a changé plusieurs fois de nom au fil des siècles. À l'époque médiévale, connue comme lieu de commerce vinicole, elle est nommée piazza del Vino. En 1350, elle accueille l'hôtel de ville et prend  le nom de piazza del Commune, puis avec l'arrivée des Vénitiens, en 1500, le nom de l'un des lieutenants et devient piazza Contarena. Après l'unification du Frioul à l'Italie en 1866, la place se nomme piazza Vittorio Emanuele II où en son centre est installée la statue équestre du roi, jusqu'en 1947. Après la Seconde Guerre mondiale la place acquiert son nom actuel.

## Monuments

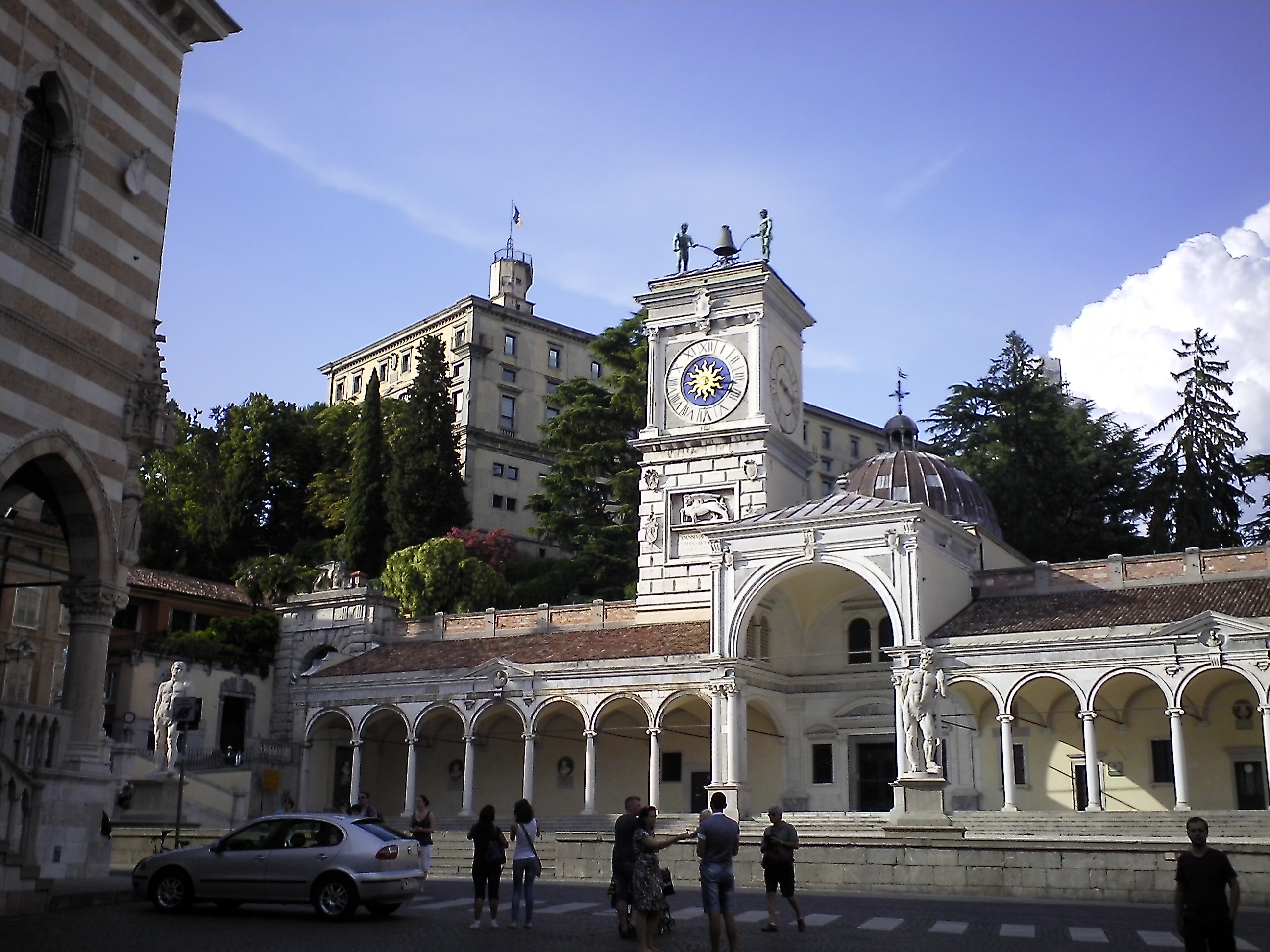
Udine, piazza Libertà avec vue du château.

Sont présents divers monuments dans la partie surélevée du terre-plein :
- la fontaine de Carrare de style Renaissance,
- la colonne de 1539 avec le lion marciano (it) de la Serenissima (la place en compte bien trois),
- la colonne avec la statue de la justice construite en 1614,
- les statues du XVIIe siècle d'Hercule et de Caco (appelées par les Udineses Florean et Venturin), déplacées depuis le palazzo della Torre démoli où elles étaient conservées,
- le monument de la Paix, installé en 1819, après avoir longtemps été dans un état d'abandon : délaissé pour cause de diverses dominations successives, le monument avait été commandé lors de la domination française pour commémorer à Campoformido le traité du même nom.

## Les édifices
Les édifices qui donnent sur la place :
- la Loggia del Lionello, est une loggia publique en style gothique vénitien, construite en 1448 par Bartolomeo delle Cisterne (it) selon les dessins de l'orfèvre Nicolò Lionello, et terminé en 1457. Au cours des siècles suivants, elle subit diverses modifications et, à la suite du terrible incendie qui la détruit en 1876, elle est restaurée par Andrea Scala d'après le dessin original,
- la Loggia et le temple di San Giovanni, situés en face de la loggia del Lionello  sont érigés en 1533 par l'architecte lombard  Bernardino da Morcote. L'église, à l'origine dédiée à San Giovanni, est maintenant utilisée comme monument aux morts,
- la Tour de l'Horloge, construite par Giovanni da Udine en 1527. À son sommet se trouvent les deux Maures qui sonnent l'heure, sculptures datées 1850,
- l'Arc Bollani, par lequel on accède au château, est conçu par Andrea Palladio et surmonté par le Lion de saint Marc.

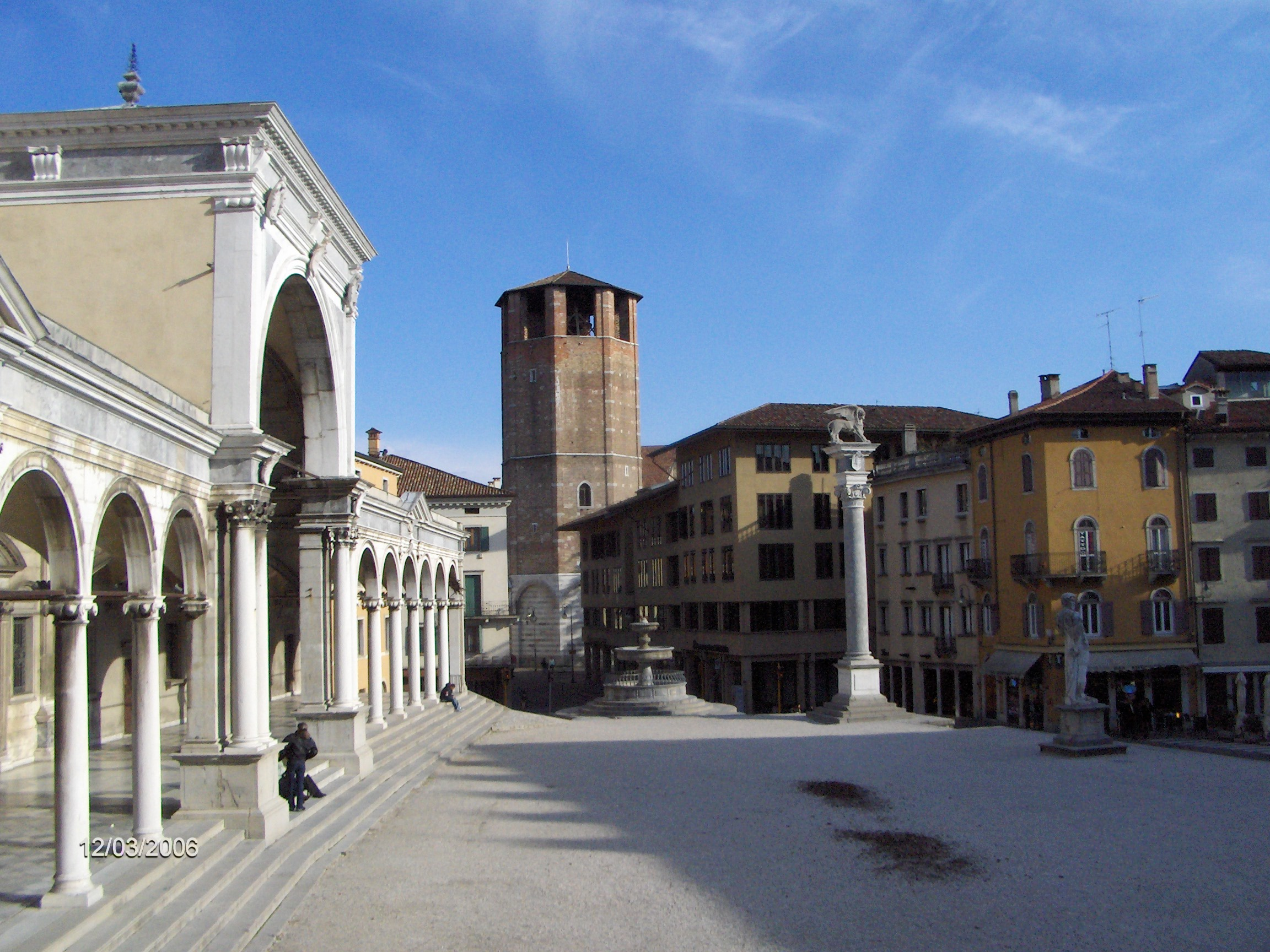
La loggia San Giovanni, sur la droite la colonne Marciano.
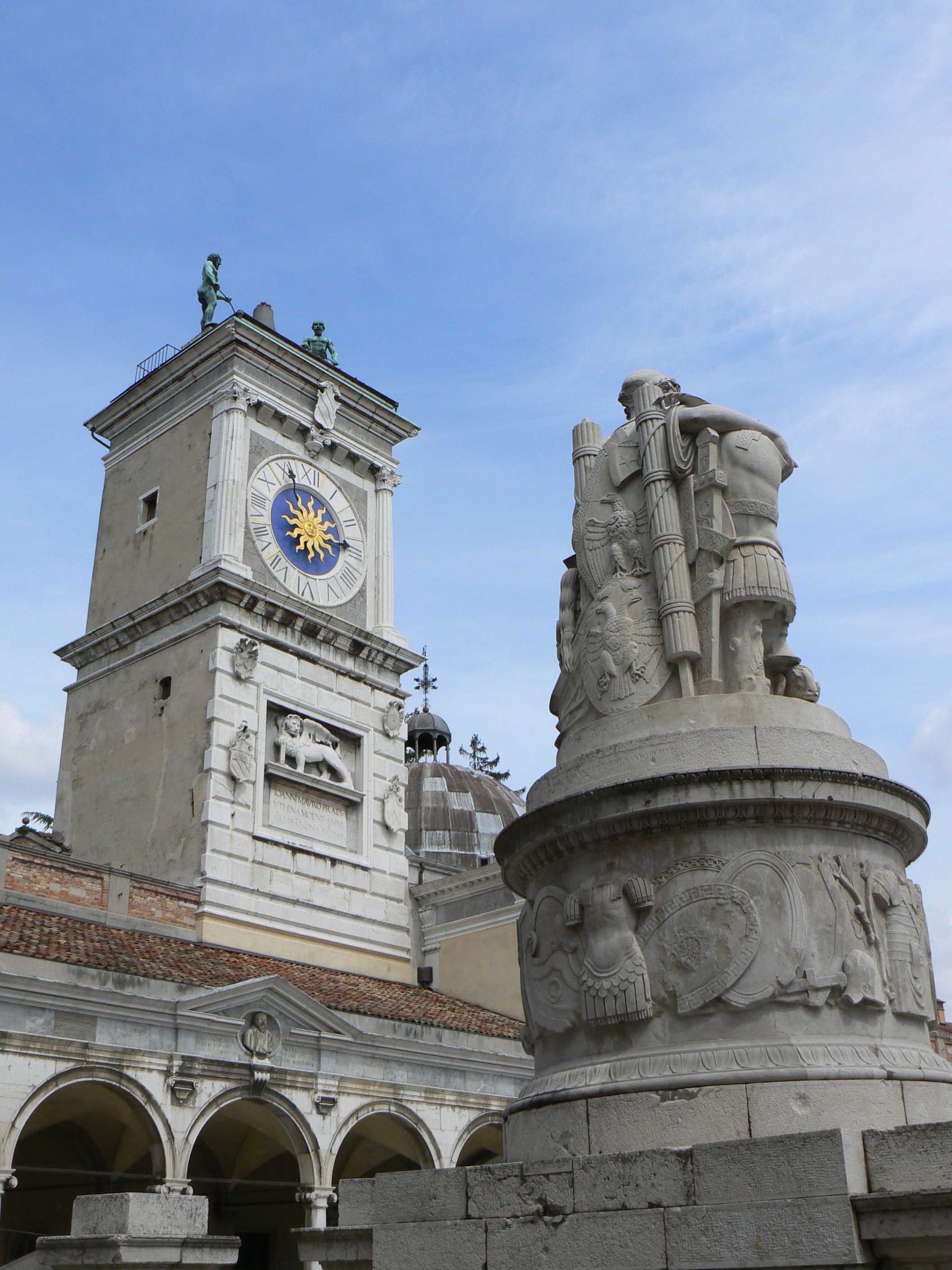
La tour de l'Horloge, au premier plan, le monument de la Paix.